# CR必殺仕事人
『CR必殺仕事人』（シーアールひっさつしごとにん）は、2001年6月に京楽産業.が発売したパチンコ機である。種別はCRデジパチ。

## 機種概要
京楽産業.の必殺仕事人シリーズをモチーフとしたパチンコ機の第1弾。後継機には、『CR必殺仕事人激闘編』・『CRぱちんこ必殺仕事人III』があり、リーチアクション等の基本部分も継承されている。
また、業界初のハンドルバイブレーション機能 (P-Vib) を搭載している。

## 予告演出

### ステップアップ予告
1. 画面右から泥棒が登場し、画面上に隠れる。
2. 中村主水が登場しあたりを見渡す。
3. 泥棒を発見した場合、泥棒と揉み合いになる（リーチ確定）。
4. 捕獲する事に成功すればスーパーリーチ確定。

### その他の変動中予告
ハイパーフラッシュ予告
盤面中央上にある青色のランプが点滅する予告。
発生タイミングは変動開始時、リーチ後に発生する事があり、2回連続発生時は激アツとなる。
P-Vib（ピーバイブ）予告
変動開始時にハンドルが震えればその時点で大当たり確定となる。
なお、スーパーリーチ発展時には演出で必ずP-Vibが作動するようになっており、この場合大当たりするとは限らない。

## リーチ演出
まず、リーチが掛かると障子が閉じる演出が発生する。
障子が開かない場合
そのまま図柄が停止する。その後、三味線リーチへ発展する場合があるが、障子が開いた場合と比較すると基本的には期待度は低い。
障子が開いた場合
頼み人が登場すれば頼み人予告となる。障子が開いても無人だった場合はノーマルリーチのロングVer.となる。
トランペット予告演出
頼み人予告発生後、勇次リーチ又は拳銃リーチへ発展する直前に、トランペット音の「殺しのテーマ」が流れる予告。
カットイン予告演出
トランペット予告と同じタイミングで仕事人3人の顔のカットインが発生する。

### スーパーリーチ

#### 障子非開放時に発展するリーチ
三味線リーチ
ノーマルリーチハズレ後発展。勇次が三味線を弾き図柄をコマ送りで進行させる。ロングへの繋ぎとなるリーチとなっている。
三味線ロングリーチ
三味線リーチで4コマ以上進行した場合に発展。勇次が炎に包まれ図柄が進行する。勇次が真っ黒にならずにリーチ図柄まで到達すれば大当たりとなる。外れても中村主水が登場し復活大当たりとなる事もある。

#### 障子開放時に発展するリーチ
悪人リーチ
ノーマルリーチロングVer.外れ後発展。悪人の手下が図柄にしがみつき停止させる。
悪人必殺リーチ
悪人リーチハズレ後に仕事人が登場し悪人の手下を仕留めると発展。仕事人が悪人に天誅を下す。登場した仕事人によって期待度が異なる。
拳銃リーチ
頼み人演出後、悪人が登場すると発展する。悪人が拳銃で図柄を撃ち停止させる。このリーチ自体の大当たり期待度は低いが、ハズレ後に秀SPリーチ又は主水SPリーチへ発展する場合があり、基本的には秀・主水SPリーチへの繋ぎ役のリーチとなっている。
秀リーチ
頼み人演出後、秀がいれば秀リーチとなる。秀が図柄を次々蹴り飛ばしていき、奥から手前に蹴り飛ばす事に成功すれば秀SPリーチに発展。失敗した場合は画面が砂嵐となりハズレとなる。
秀SPリーチ
秀が簪を図柄に突き刺す。このリーチは秀リーチ経由のパターンと、拳銃リーチハズレ後に秀が登場して悪人を簪で仕留めた後に発展するパターンの2種類存在する。外れても再度秀が奥から登場し図柄を蹴り飛ばせば復活大当たりとなる。
勇次SPリーチ
勇次が図柄を三味線の糸で吊り上げるリーチ。このリーチのみ頼み人予告から直接発展する。外れ後の復活演出は無し。
主水SPリーチ
拳銃リーチハズレ後に悪人を一刀両断すると発展。主水の実写映像が流れ、図柄を十字に切り裂く。スーパーリーチの中では最も期待度の高いリーチである。外れ後の復活演出は無し。

#### その他のスーパーリーチ
主水復活リーチ
変動中に泥棒登場〜主水気づかずといった演出が2回発生後（今で言う擬似連続予告のようなもの）、3回目に泥棒を一刀両断にする演出が発生する。その後ダイレクトに主水SPリーチに発展する。

#### 再抽選アクション
中村主水が現れ図柄を弓で射る。昇格率は低め。

#### プレミアムリーチ
下記のリーチは発生すれば大当り確定となる。
動画プレミアムリーチ
チャンス目「仕・事・人」が停止後、再変動すれば実写映像が次々流れ、図柄が進行する。
全回転リーチ
ノーマルショートリーチ外れ後に発展。図柄が揃った状態で進行する。
悪人プレミアムリーチ
悪人必殺リーチ発展時に、仕事人の代わりに京楽マークが登場し、画面全体をパチンコ玉で埋め尽くす演出。
三味線プレミアムリーチ
三味線ロングリーチ発展時に砂嵐が発生し、勇次がパチまげ君、右下で踊る女性が玉ちゃんファイトの玉ちゃんに変わる演出。ハズレ演出後に玉ちゃんのポケットから大当り図柄が登場する。

## 登場キャラクター
- 中村主水（藤田まこと）
- 飾り職の秀（三田村邦彦）
- 三味線屋 勇次（中条きよし）

## 図柄
- 確変図柄：三・五・七・仕・事・人
- 通常図柄：一・二・四・六・八・九

## 基本スペック

### CR必殺仕事人Z3
- 大当たり確率
  - 低確率：1/315.5
  - 高確率：1/63.1
- 確変割合：50%
- 大当たりラウンド：15R・10C
- 平均出玉：2100個
- 賞球数：5&15

### CR必殺仕事人X1
- 大当たり確率
  - 低確率：1/315.5
  - 高確率：1/63.1
- 確変割合：50%
- 大当たりラウンド：15R・9C
- 平均出玉：1900個
- 賞球数：5&15